# Scene of Heaven
Scene of Heaven（シーン・オブ・ヘヴン）は、日本人3人の音楽ユニット。

## メンバー
- Nao（3月7日 -、ボーカル・サクソフォーン）[1]
- YUKIYOSHI（2月8日 -、ピアノ・シンセサイザー）[1]
- AKI-ヴァイオリン・ヴィオラ

### 旧メンバー
- mitti（12月16日、ギター）[1]

## 概要
2007年コロムビアミュージックエンタテイメントよりシングル「千歳月。琥珀。」でメジャー・デビュー。2008年ギタリストが脱退、NaoとYUKIYOSHIで活動を続け「棕櫚の手紙」「十六橋」「縷々の手紙」三部作を1ヶ月ごとにCD発売、LiveDVD発売等していたが、2009年活動休止を発表。
Naoはその後ソロボーカリストとしてメジャー・デビュー、様々なアーティストとコラボレーションの他、メディアに多数出演。新たに三味線、長唄等、邦楽の世界に幅を広げる。参加メンバーはAlcott - 姉妹ヴァイオリンDuo、宮本貴奈 - ピアノ、永田ジョージ - ピアノ、山口寛和・小久保徳道 - ギター。
YUKIYOSHIは、元々作/編曲家として活動していた事もあり、様々なアーティストに楽曲提供・音楽プロデューサー・劇伴など創作活動に専念。來住率いる和楽器ユニットRin'の音楽プロデューサー。
その後、ヴァイオリニストのAKIを新メンバーに迎え、2024年2月に新生Scene of Heavenとして復活。復活楽曲として一曲目に新曲[2208]を配信開始。
AKIは浜崎あゆみ等のアーティスト、ドラマ劇伴等のストリングスレコーディングに参加。來住・メンバーからの熱烈なオファーによりScene of Heavenへの参加を決意。

## ディスコグラフィー

### シングル
1. 千歳月（2007年4月18日）[2]
  1. 千歳月（舞台「千歳月」主題歌）
  2. 琥珀
  3. 千歳月 instrumental
  4. 琥珀 instrumental
  5. 千歳月 pf.version
2. 棕櫚の手紙（2007年8月15日）
  1. 棕櫚の手紙 第1楽章
  2. 「棕櫚の手紙」syuro no tegami
3. 十六橋（2007年9月26日）
  1. 棕櫚の手紙 第2楽章
  2. 「十六橋〜猪苗代の手紙〜」jyuroku kyou
4. 縷々の手紙（2007年11月14日）
  1. 棕櫚の手紙 最終章
  2. 「縷々の手紙」ruru no tegami